# Трети конен полк
Трети конен полк е български кавалерийски полк формиран след Сръбско-българската война (1885) и взел участие в Балканската (1912 – 1913), Междусъюзническата (1913), Първата световна война (1915 – 1918) и Втората световна война (1941 – 1945).

## Формиране
Трети конен полк е формиран с указ № 31 от 11 септември 1885 година, от конните стражари на Софийското, Кюстендилското, Видинското, Ломското, Раховското, Врачанското и Свищовското военно окръжие, като кадрите за състава на полка се вземат от 1-ви конен полк, както и от конни доброволци. Към 1 октомври се обявява, че полкът е формиран, но на практика не е създаден до края на войната. Съгласно указ № 60 от същата година е разформиран, а кадрите са върнати в първоначалните им части.
По-късно, на 23 декември 1885 г. с указ № 227 от княз Александър Батенберг той отново е формиран, този път от преименувания 4-ти конен полк. При формирането си в състава му влизат четири ескадрона, като кадрите са от 1-ви и 2-ри конни полкове, както и Пловдивския румелийски ескадрон (известен още като Южнобългарски ескадрон), както и от нестроеви взвод и от „музикантски хор“. Във формирането му участва и първият командир на полка – ротмистър Кирил Ботев, брат на поета-революционер Христо Ботев. По това време полкът наброява 489 души.
Полкът, след формирането му, престоял около 4 месеца в гр. София. Съгласно заповед № 78 § 11 от 19 март 1886, на 20 март полкът тръгнал за постоянното си местоквартируване – гр. Пловдив, където пристигнал на 24 март. Поради липса на казарми в Пловдив, полкът бил разквартируван както следва: щабът – в Околийското управление; 1-ви ескадрон – в Чалъковия чифлик: 2-ри и 4-ти ескадрони – в турските казарми и 3-ти ескадрон – в с. Войводиново. От 1890 година е на гарнизон в Пловдив и е в подчинение на Кавалерийската инспекция. Състои се то четири ескадрона, нестроеви взвод и музикантски хор. На 17 октомври 1891 г. командирът на полка подполковник Кирил Ботев е назначен за началник на Военното училище. На 16 март 1892 г. временно-командващия полка подполковник Никушев е назначен за командир.
На 4 септември 1907 г. Княз Фердинанд назначил за шеф на полка Нейно Императорско Височество Великата княгиня Мария Павловна и заповядал да се носи нейният вензел, като се измени кантът на облеклото от червен на оранжев.

## Балкански войни (1912 – 1913)
През Балканската война (1912 – 1913) полкът, в състава на сборната конна бригада взема участие в боевете до левия бряг на р. Арда (16 и 17 октомври), в боевете за овладяването на Димотика (18 октомври), при боевете с отряда на Явер паша (10 – 16 ноември)
На 16 септември 1912 г. полкът, в мирновременния си състав, е превозен по ж. п. линия и на 17 с. м. е разтоварен на гара Търново-Сеймен (Симеоновград), откъдето се отправя за гр. Харманли. На 5 октомври при обявяването на войната полка получава заповед да премине граница, с цел да унищожи противника и достигне десния бряг на р. Арда. Полкът премина границата при турския граничен пост Мешелика, който овладява с бой, и настъпва в турска територия. Това е първата конна атака, в която части от полка получават бойното си кръщение. От 10 до 16 ноември полкът води боеве с отряда на Явер паша и го принуждава иска примирие. Полкът взема активно участие и в Междусъюзническата война (1913). На 7 август 1913 се завръща въ гр. Пловдив, където е демобилизиран.

## Първа световна война (1915 – 1918)
През Първата световна война (1915 – 1918) влиза в състава на 4-та конна бригада и води боеве на Македонския фронт (1 октомври 1915 – 12 юни 1916), на Сръбския фронт (12 юни 1916 – 8 септември 1916), на Добруджанския фронт (8 септември 1916 – 27 ноември 1916), на Румънския фронт (28 ноември 1916 – 6 януари 1917), след което отново в Добруджа, а през 1918 г. отново на Сръбския и Македонския фронт.
При намесата на България във войната полкът разполага със следния числен състав, добитък, обоз и въоръжение:
| Числен състав                                      | Добитък   | Обоз                             | Въоръжение                                    |
| -------------------------------------------------- | --------- | -------------------------------- | --------------------------------------------- |
| Офицери: 28 Чиновници: 1 Подофицери и войници: 834 | Коне: 886 | Обикновени коли: 44 Специални: 2 | Пушки и карабини: 630 Картечници: 4 Саби: 692 |

При обявяването на Първата световна война на 1 октомври 1915 г. полкът вдигна отново сабя с неуморна десница. И воюва от 1915 до 1918 г., а именно: от 1 октомври 1915 г. до 12 юни 1916 г. – в Македония; от 11 юни до 8 септември 1916 г. – в Сърбия, като окупационни войски, от 8 септември до 27 ноември 1916 г. – в Добруджа; от 28 ноември 1916 г. до 6 януари 1917 г. – в Румъния; от 6 януари 1917 г. – в Добруджа, а в 1918 г. – пак в Сърбия и Македония. В изброените по-горе театри на военни действия, полкът участва в следните по-големи боеве: В състава на главните сили на 1-ва конна дивизия, на 5 октомври 1915 г. получава задача да атакува отстъпващ пехотен сръбски полк и спомогна за унищожаването му. На 29 ноември 1915, преследвайки отстъпващия противник, 4 ескадрон настига по шосето за с. Мойна френска рота, атакува я и я пленява. В състава на окупационните войски, полка заема района на Призрен, Прищина, Лясковец, Прокупле, Лебани и Ниш, като спомага за унищожаването на разбойническите чети, както и за прибиране и реквизиране на хранителни и други продукти. На 21 септември 1916 г., полка получава заповед да атакува противника при Мустафа-ачи, застрашаващ да заеме окопите на придадената към дивизията пехотна дружина (от 16-и пехотен ловчански полк) и на 1-ва конна батарея. Към 18 ч. 20 м., по ескадронно и последователно, атакува в конен строй и не само спира неприятелското настъпление, но и принуждава противника да се оттегли в паническо бягство. На 8 януари 1917 г. полка преминава р. Дунав и на 13 януари се установява в с. Аджи-гьол, където носи охраната на десния бряг на Дунав. На 25 и 26 юни 1918 г., полка е превозен до гр. Парачин и гр. Кюприя в Сърбия, в разпореждане на Щаба на действащата армия. На 25 и 26 септември полка е изпратен към гр. Св. Николе, със задачата да помогне на нашите отстъпващи войски. От 27 септември полкът е пръснат по ескадронно в разузнаване на важните посоки в участъка на 2-ра пех. дивизия и с боеве за печелене на време се оттегля в северна посока. На 8 октомври се събира в с. Мрамор, Софийско, където на 15 октомври е демобилизиран и на 21 с. м., се отправя към постоянното си местоквартируване – гр. Пловдив. Полка дава 73 убити офицери и войници.
През 1923 година 3-ти армейски конен полк взема участие в потушаването на Септемврийското въстание при селата Брезово, Стрема и град Пазарджик.

## Втора световна война (1941 – 1945)
По време на Втората световна война (1941 – 1945) от 13 април до 30 юни 1941 година полкът е на гарнизон в Сурдулица, а от 6 юли 1941 до 8 септември 1944 година в Драма и Кавала в състава на Беломорския отряд и Втори корпус. След Деветосептемврийският преврат, на 14 септември 1944 с МЗ № 125 за командир на полка е назначен подполковник Константин Даскалов. Полкът взема участие в първата фаза на войната в състава на 2-ра конна бригада от 2-ра конна дивизия част от 4-та армия и действа по Струмишкото направление. През тази фаза на войната полкът дава 33 убити. Разформиран е на 15 май 1945 г. в Пловдив, като за времето когато полкът отсъства от мирновременния си гарнизон на негово място се формира 3-ти допълващ ескадрон.

## Наименования
През годините полкът носи различни имена според претърпените реорганизации:
- Трети конен полк (11 септември 1885 – 4 септември 1907)
- Трети конен на Н.И.В. Великата Княгиня Мария Павловна (4 септември 1907 – 1916)
- Трети конен полк (1916 – 1922)
- Трети армейски конен полк (1922 – 20 декември 1927)
- Трети конен полк (20 декември 1927 – 15 май 1945)

## Командири
Званията са към датата на заемане на длъжността.
| №   | звание                         | име                 | дати                                                            |
| --- | ------------------------------ | ------------------- | --------------------------------------------------------------- |
| 1.  | Майор (подполк. от 02.08.1891) | Кирил Ботев         | 23 декември 1885 – 17 октомври 1891                             |
| 2.  | Майор (подполк. от 1892)       | Наум Никушев        | 17 октомври 1891 – 19 септември 1895 (вр.и.д. до 16.03.1892 г.) |
| 3.  | Полковник                      | Петър Салабашев     | от 20 септември 1895                                            |
| 4.  | Полковник                      | Велико Кърджиев     | от 27 февруари 1898                                             |
| 5.  | Подполковник                   | Тодор Попов         | от 16 март 1900                                                 |
| 6.  | Полковник                      | Александър Танев    | 16 юни 1902 – 13 януари 1907                                    |
| 7.  | Полковник                      | Параскев Нотович    | 14 януари 1907 – 9 ноември 1910                                 |
| 8.  | Полковник                      | Юрдан Велчев        | 10 ноември 1910 – 22 септември 1914                             |
| 9.  | Полковник                      | Мирон Тошков        | 23 септември 1914                                               |
| 10. | Полковник                      | Павел Мачев         | 23 септември 1914 – декември 1915                               |
| 11. | Полковник                      | П. Николов          | от 12 ноември 1915                                              |
| 12. | Подполковник                   | Константин Митов    | 25 юни 1916 – 17 януари 1917                                    |
| 13. | Подполковник                   | Димитър Фтичев      | 16 януари 1918 – 10 юли 1918                                    |
| 14. | Подполковник                   | Теофил Христов      | от 2 юли 1918                                                   |
| 15. | Полковник                      | Димитър Фтичев      | 1 ноември 1918 – 23 декември 1920                               |
| 16. | Подполковник                   | Никола Станимиров   | от 24 декември 1920                                             |
| 17. | Подполковник                   | Димитър Христов     | от 1 януари 1922                                                |
| 18. | Полковник                      | Александър Марков   | 1926                                                            |
| 19. | Полковник                      | Иван Стоянов        | 25 юни 1926 – 1929?                                             |
| 20. | Подполковник                   | Иван Марков         | 18 юни 1929 – 1930                                              |
| 21. | Полковник                      | Атанас Жилков       | от 1 юни 1930                                                   |
| 22. | Полковник                      | Ст. Стоев           |                                                                 |
| 23. | Полковник                      | Матей Златоустов    | от 1 юни 1934                                                   |
| 24. | Полковник                      | Панталей Ракаров    | 27 април 1935 – 1936                                            |
| 25. | Подполковник                   | Асен Кузмов         | 23 октомври 1936 – 1938                                         |
| 26. | Подполковник                   | Михаил Минчов       | 1938 – 1943 (през 1938 и.д., от 1938 титулярен)                 |
| 27. | Подполковник                   | Петър Ангелов       | 1943 – 1944                                                     |
| 28. | Подполковник                   | Константин Даскалов | 14 септември 1944 – 1945                                        |
| 29. | Подполковник                   | Иван Тодоров        | 1945 – 1945 (временно)                                          |

Други командири: подполковник Иван Абаджиев